# Хоссам Абдельмагід
Хоссам Абдельмагід (араб. حسام عبد المجي, нар. 30 квітня 2001) — єгипетський футболіст, захисник клубу «Замалек» та національної збірної Єгипту.

## Клубна кар'єра
Народився 30 квітня 2001 року. Вихованець футбольної школи клубу «Замалек». Дорослу футбольну кар'єру розпочав 2019 року у його головній команді. ЇЇ основним гравцем став лишу по ходу сезону 2022/23. Ставав із «Замалеком» володарем низки національних трофеїв, а також Кубка конфедерації КАФ. 

## Виступи за збірні
З 2023 року залучався до складу молодіжної збірної Єгипту. На молодіжному рівні зіграв у 5 офіційних матчах.
2023 року дебютував в офіційних матчах у складі національної збірної Єгипту.
2024 року був включений до заявки олімпійської збірної Єгипту для участі у футбольному турнірі на тогорічних Олімпійських іграх у Парижі.
| Дата      | Місто | Господарі | Результат | Гості | Турнір           | Голи | Примітки |
| --------- | ----- | --------- | --------- | ----- | ---------------- | ---- | -------- |
| 12-9-2023 | Каїр  | Єгипет    | 1 – 3     | Туніс | товариський матч | -    | 86'      |
| Усього    |       | Матчів    | 1         |       | Голів            | 0    |          |

## Титули і досягнення
- Чемпіон Єгипту (2):

«Замалек»: 2020/21, 2021/22
- Володар Кубка Єгипту (1):

«Замалек»: 2020/21
- Володар Кубка конфедерації КАФ (1):

«Замалек»: 2023/24